# Josh Zuckerman
Joshua Ryan Zuckerman, detto Josh (Los Altos, 1º aprile 1985), è un attore statunitense.

## Biografia
Josh Zuckerman nasce a Los Altos dove passò i suoi primi anni di vita e frequentò la Bullis-Purisima Elementary School. Dopo aver finito il settimo grado alla Egan Junior High School in cui era stato anche eletto presidente del corpo studentesco, si trasferì a Los Angeles per iniziare la sua carriera recitativa.
Josh ha anche frequentato la Buckley School a Sherman Oaks e nel 2003 frequentava l'Università di Princeton dove era un membro della Delta Kappa Epsilon Fraternity.
Tra il 2009 e il 2010 è stato impegnato nella serie televisiva Desperate Housewives nel ruolo di Eddie Orlofsky.
Nel 2011 l'attore è stato impegnato nel ruolo di Max nella serie televisiva 90210.
Dal 2023 interpreta il professor Everett Martin nella serie televisiva School Spirits.

## Filmografia

### Cinema
- Return to the Secret Garden, regia di Scott Featherstone (2000)
- The View from the Swing, regia di Paul Tuerpe (2000)
- The Myersons (2001)
- Lather. Rinse. Repeat., regia di Matthew Martin - cortometraggio (2002)
- Austin Powers in Goldmember, regia di Jay Roach (2002)
- Natale in affitto (Surviving Christmas), regia di Mike Mitchell (2004)
- Pretty Persuasion, regia di Marcos Siega (2005)
- Feast, regia di John Gulager (2005)
- L'amore giovane (The Hottest State), regia di Ethan Hawke (2006)
- Leoni per agnelli (Lions for Lambs), regia di Robert Redford (2007)
- Sex Movie in 4D (Sex Drive), regia di Sean Anders (2008)
- Ceremonies of the Horsemen, regia di Peter Biegen (2009)
- Ivan's House, regia di Peter Paul Basler (2010)
- Storage, regia di John Suits (2011)
- CBGB, regia di Randall Miller (2013)
- Field of Lost Shoes, regia di Sean McNamara (2014)
- Oppenheimer, regia di Christopher Nolan (2023)

### Televisione
- Get Real - serie TV, episodio 1x17 (2000)
- Ancora una volta (Once and Again) - serie TV, episodi 1x14-1x19 (2000)
- Geppetto, regia di Tom Moore - film TV (2000)
- Così è la vita (That's Life) - serie TV, episodio 1x08 (2000)
- The Amanda Show - serie TV, episodio 2x19 (2000)
- Bette - serie TV, episodio 1x14 (2001)
- Jack & Jill - serie TV, episodio 2x10 (2001)
- West Wing - Tutti gli uomini del Presidente (The West Wing) - serie TV, episodio 3xS1 (2001)
- The Ellen Show - serie TV, episodio 1x08 (2001)
- The Nightmare Room - serie TV, episodio 1x08 (2001)
- Natale2.com (Twas the Night), regia di Nick Castle – film TV (2001)
- Giudice Amy (Judging Amy) – serie TV, episodio 3x10 (2001)
- NYPD - New York Police Department (NYPD Blue) - serie TV, episodi 9x12-9x16 (2001)
- I Was a Teenage Faust, regia di Thom Eberhardt - film TV (2002)
- Dr. House - Medical Division (House M.D.) - serie TV, episodio 1x21 (2005)
- Standoff - serie TV, episodio 1x09 (2006)
- Close to Home - Giustizia ad ogni costo (Close to Home) - serie TV, episodio 2x19 (2007)
- CSI: Miami - serie TV, episodi 5x12-5x16-5x19 (2007)
- Boston Legal - serie TV, episodio 3x24 (2007)
- Kyle XY - serie TV, 13 episodi (2008-2009)
- Desperate Housewives - serie TV, 11 episodi (2009-2010) - Eddie Orlofsky
- 90210 - serie TV, 26 episodi (2011-2013)
- Mr. Sunshine - serie TV, episodio 1x06 (2011)
- I signori della fuga (Breakout Kings) - serie TV, 1 episodio (2012)
- Significant Mother - serie TV, 9 episodi (2015)
- The Big Bang Theory – serie TV, episodio 10x02 (2016)
- The Offer - miniserie TV (2022)
- School Spirits - serie TV, 15 episodi (2023-2025)

#### Videogiochi
- Egor Serling in Deathloop (2022)

## Doppiatori italiani
Nelle versioni in italiano delle opere in cui ha recitato, Josh Zuckerman è stato doppiato da:
- Alessio Puccio in Desperate Housewives, Oppenheimer
- Flavio Aquilone in Sex Movie in 4D, 90210
- Emiliano Coltorti in CSI: Miami
- Daniele Raffaeli in Kyle XY
- David Chevalier in I signori della fuga
- Massimiliano Alto in Natale in affitto
- Stefano Brusa in Significant Mother
- Roberto Gammino in The Offer
- Federico Zanandrea in School Spirits
- Alessandro Rigotti in Chicago Med

Da doppiatore è stato sostituito da:
- Andrea Oldani in Deathloop [2]